# Eulama
Eulama Literary Agency (Eulama) ist eine literarische Agentur, die ein weitreichendes Portfolio von Schriftstellern, Drehbuchautoren und Unternehmen unterschiedlicher Art vertritt.

## Geschichte
Eulama ist eine der ersten literarischen Agenturen in Italien. Sie wurde 1962 in Buenos Aires, Argentinien von Harald Kahnemann-Oppenheimer und Karin von Prellwitz gegründet. Der Name Eulama ist eine Abkürzung von Europäisch-Lateinamerikanische Agentur. In 1964 zog die Agentur von ihren Hauptsitz in Montevideo nach Rom um, und obwohl Eulama heute ihren Sitz in Europa hat, unterhält sie immer noch enge Beziehungen mit lateinamerikanischen Verlegern und Autoren.
Heutzutage handelt Eulama weltweit in der Lizenzerteilung und Vergabe literarischer und filmischer Rechte, Serialisierungen und Genehmigungen. Eulama ist darüber hinaus in Fachgebiete wie das Monitoring fertigungsbezogener Lizenzvorgänge, Einziehung von Forderungen und bei der Unternehmensforschung von potenziellen Lizenznehmern tätig.

## Autoren, bei deren Lizenzverträgen Eulama mitgewirkt hat
- Gabriele Amorth
- Karl Barth
- Leonardo Benevolo
- Norberto Bobbio
- Remo Bodei
- Jane Bowles
- Jerome Bruner
- Judith Butler
- Elias Canetti
- Luciano Canfora
- Carlo M. Cipolla
- Mário Cláudio
- Robert Alan Dahl
- Salvador Dalí
- Umberto Eco
- Vilém Flusser
- László F. Földényi
- René Girard
- Nelson Goodman
- Romano Guardini
- Ágnes Heller
- Anna Kavan
- Jacques Le Goff
- Karl Löwith
- Alberto Moravia
- Bruno Munari
- Nuccio Ordine
- Wolfhart Pannenberg
- Ilya Prigogine
- Joseph Ratzinger
- Julien Ries
- Fernando Savater
- Gianni Vattimo
- Jean-Pierre Vernant